# Марія Тереза Бурбон-Пармська
Принцеса Марія Тереза Бурбон-Пармська (ісп. María Teresa de Borbón-Parma, 28 липня 1933 — 26 березня 2020) — принцеса із кадетської гілки іспанської королівської родини. Вона була соціалістичною активісткою, отримавши прізвисько «Червона принцеса», та монархісткою, яка підтримувала рух карлістів. Перша особа з королівської родини, яка померла від COVID-19.

## Біографія
Марія Тереза народилася 28 липня 1933 року в Парижі. Дочка принца Хав'єра Бурбон-Пармського, герцога Пармського і П'яченци, і Мадлен де Бурбон-Буссет. Вона була двоюрідною сестрою нинішнього короля Іспанії Філіпа VI.
Виросла в Старому замку Босц, Бессон, Бурбонське герцогство. Після навчання в Квебеку та закінчення середньої школи в Турі вона навчалася в Університеті Париж—Сорбонна, де здобула ступінь доктора іспанізму, а також у Мадридському університеті, де отримала ступінь доктора політичної соціології; професор обох університетів. Вона також вивчала іслам та його зв'язок із правами жінок. Була соціалістичною активісткою і боролася за права жінок.
У 1960-70-х роках Марія Тереза підтримала брата Карлоса Уго в боротьбі за те, щоб зробити Карлістську партію Іспанії більш ліберальною. Її походження та погляди приваблювали багатьох особистостей, тож вона зустрічалася з Андре Мальро, Франсуа Міттераном, Ясіром Арафатом та Уго Чавесом, і отримала прізвисько «Червона принцеса».
Марія Тереза не була одружена і не мала дітей.
Марія Тереза стала першою представницею королівської родини, яка померла від COVID-19. Вона померла 26 березня 2020 року, панахида пройшла в Мадриді 27 березня 2020 року.